# プリマダム
『プリマダム』は、2006年4月12日から同年6月21日まで、日本テレビ系列「水曜ドラマ」枠で毎週水曜 22:00 - 22:54（JST）に放送された日本のテレビドラマ。ハイビジョン制作。全11回。

## 概説
夫と子供のためだけに時間を使っていた平凡なパート主婦が、パート先の向かいにバレエ教室がオープンしたことをきっかけに、もう一度自分のために時間を使おうと奮闘する、というストーリー。町のバレエ教室に集う主婦たちが生きがいを再発見していくさまが描かれた。
最終回はバレエ発表会のシーンが生放送された。ドラマタイトルが正式決定するまでは『バレエやりたい!（仮題）』としていた。この仮題は、第1話のサブタイトルとして流用された。
黒木瞳の主演作、中森明菜が「ボーダー 犯罪心理捜査ファイル」以来7年ぶりのドラマ出演で話題になった。出演者は、バレエ経験者がほとんどであった。44歳での連続ドラマ主演は、黒木にとって新境地を開いたと言える。

## あらすじ
主人公・佳奈は子供のころ、父親の工場がつぶれバレエの夢をあきらめた過去がある。現在は夫と子供のためにだけ時間を使っていた平凡なパート主婦であった。
ある日、夫・高太郎が接待用で使うはずだったバレエのチケットをもらい、公演を見に行く。その主催者は幼いころ、佳奈と一緒にバレエを習った嵐子だった。嵐子は世界的バレリーナになりながら心臓病のため指導者の道に回っていた。
その数日後、彼女のパート先の向かいにバレエ教室がオープンする。これをきっかけに佳奈はもう一度自分のために時間を使おうと奮闘するが…。

## キャスト

### メインキャスト

#### 万田家
万田 佳奈（まんだ かな）〈44〉
演：黒木瞳
主人公、パート主婦。
バレエ教室のムードメーカーであり、誰よりもバレエを愛している。自分の言いたいことをしっかり言うタイプ。自分の悩みを抱え込んでしまう癖がある。
万田 高太郎（まんだ こうたろう）〈44〉
演：古田新太
佳奈の夫、製薬会社の営業マン。
声がでかく、空腹になると不機嫌になる。当初は「おばさんのバレエなんてみっともない。モスラがやった方がましだ」と否定していたが、結局自分もバレエにはまり、発表会に出演するまでになる。
万田 舞（まんだ まい）〈14〉
演：夏帆
佳奈の長女。
ジャズダンスを習っているが最近さぼりがち。ところが佳奈がバレエを始めて生き生きしていくのを見て、彼女も高太郎とバレエを始める。
万田 結（まんだ ゆい）〈12〉
演：志保
佳奈の次女。
おしゃべりでちゃっかり屋。家族全員がバレエを始めたのをきっかけに、彼女は衣装や裏方の仕事を担当する。

#### 倉橋バレエ団関係
倉橋 嵐子（くらはし らんこ）〈40〉
演：中森明菜
佳奈の幼馴染。「倉橋バレエ団」理事長。
元世界的プリマだったが、心臓病のため指導者の道に。早くに夫を亡くし、息子・遥生と二人暮らし。畠山の協力を得てバレエ団を切り盛りしている。バレエ以外は何も出来ないお嬢様。余命が少ないと覚悟し、生きているうちに息子・遥生がロイヤルバレエスクールに合格するよう力を尽くす。
畠山 秀介（はたけやま しゅうすけ）〈47〉
演：内藤剛志
嵐子の秘書。
プリマ時代の嵐子に憧れ、倉橋バレエ団へ転職。嵐子に密かな恋心を抱いている。一時は嵐子を裏切って「倉橋バレエ団」理事長に就任したが、佳奈に「嵐子の大事な居場所を取らないで欲しい」と土下座され、最終的には再び嵐子の秘書となる。
倉橋 遥生（くらはし はるお）〈12〉
演：中島裕翔（ジャニーズJr.）
天才少年バレエダンサー。嵐子の一人息子。
幼くして父親を亡くし、母・嵐子と二人暮らし。父が存命中は立派なバレエダンサーになって父の振付で踊ることが夢だった。父の死後、過剰な期待をかける母親への反抗から踊る喜びを見失いかけるが、主人公との交流や匠の楽しむレッスンによって踊る喜びを取り戻し、ロイヤルバレエスクール入学を目指してパリに留学する事になる。
佐久間（さくま）
演：戸井勝海
倉橋バレエ団のバレエ教師。
九条 涼子（くじょう りょうこ）
演：福下恵美
プリマ。一時、畠山と婚約関係にもなった。

#### 主人公のパート先関係
山本 潔（やまもと きよし）〈42〉
演：加藤雅也
佳奈のパート先のファーストフードショップ（ナチュラルバーガー）店長。
バレエオタク。自分のバレエレッスンの都合で佳奈たちのシフトまで決めてしまうことも。人の話を聞いていない時がある。バレエでは佳奈のライバル。夏芽に恋心を抱いている。
吉村 冬実（よしむら ふゆみ）〈15〉
演：亜希子
夏芽の娘。
自分に自信のない母親を常に案じている。夏芽の紹介でハンバーガーショップのアルバイトを始める。
森 エリ（もり えり）
演：安井真理子
店員。

#### 土井バレエ教室関係
土井 匠（どい たくみ）〈36〉
演：小林十市
バレエ教室のオーナー兼講師。
元オペラ座のバレエダンサーで、現在は、佳奈のパート先の向かいに出来たバレエ教室のオーナー兼講師。「楽しむバレエ」をモットーに、モップを使うなどオリジナルなレッスンを実施している。
吉村 夏芽（よしむら なつめ）〈35〉
演：高岡早紀
バツイチ子持ちの保険外交員。
自分に自信をつけるためバレエを始める。潔の恋心に全員気付いているのに、彼女だけ気が付かないと鈍感な面がある。そのため、保険外交員に騙されかけたこともある。滅多に意見しないが、意見する時には佳奈よりもきっぱりと言うようだ。
青葉 笑子（あおば えみこ）〈30〉
演：神田うの
社長夫人。
バレエ技術は高いがプライドも高くトラブルばかり起こす。しかし、バレエ教室がなくなりそうになった時に一番残念がって、何としてもバレエ教室を残そうとしたのは彼女である。発表会の主役を佳奈に譲ったり、佳奈が来るまで発表会はしないなど、意外と仲間を大切にする面もある。
高杉 民江（たかすぎ たみえ）〈62〉
演：松島トモ子
外務省職員の妻。
上品だが皮肉も言うので、笑子とよく衝突する。子供が独立し、自分の時間が出来たため熱心にレッスンに通う。彼女が笑子を一番心配していた。
三崎 レイ（みさき れい）〈26〉
演：映美くらら
八百屋の嫁。
元ヤンキー。夫や姑の反対を押し切ってバレエを始め、有り余るエネルギーをバレエにつぎ込む。笑子であれ、潔であれ、弱気なことを言う人には大声で反論する。
岩井 千里（いわい ちさと）〈28〉
演：黒瀬友美
主婦。
新しいことにすぐ飛びつく性格。シェイプアップ目的でバレエを始める。
正木 愛子（まさき あいこ）
演：斉藤レイ
バレエ教室のアシスタント。

#### 恵明医科大学付属病院
新藤 隆（しんどう たかし）
演：浅野和之
嵐子の友人であり主治医。心臓外科医の権威。

### ゲスト出演
竹之内 勇（たけのうち いさむ）
演：小田井涼平（第3話）
保険外交員。
佐藤 幸子（さとう さちこ）
演：岩橋道子（第4話）
高太郎の得意先の病院の外科部長の愛人。
大河内 美樹（おおこうち みき）
演：西山繭子（第3・4話）
笑子の夫の愛人。
医師
演：山上賢治（第6・7話）
高太郎の得意先の病院の医師。
ソフィー・ルグラン
演：ウインドラス・ローラ（第9話）
優秀なパリのバレエ教師、匠の友人。
高杉 慎之助（たかすぎ しんのすけ）
演：大林丈史（最終話）
民江の夫で外務省職員。長く単身赴任をしていたが、民江に「私の発表会を観に来て下さらないなら、離婚させていただきます」と言われて観に来た。佳奈曰く、「笑顔が似合う優しそうなご主人」である。

## スタッフ
- 企画資料：著・大人からのバレエ推進委員会 / 監修・笹川澄子、池田尚子「バレエをやりたい!」（健康ジャーナル社、ISBN 4907838093）
- 脚本：中園ミホ、加藤綾子、福間正浩
- 演出：吉野洋、猪股隆一、萩原孝昭
- プロデューサー：西憲彦（日本テレビ）、志村彰（The icon）、森雅弘（The icon）
- 音楽：丸山和範
- オープニング・テーマ：プッチーニ「誰も寝てはならぬ」（歌劇『トゥーランドット』より）
- エンディング・テーマ：中森明菜「花よ踊れ」（ユニバーサルシグマ）
- バレエ監修：小林紀子
- 医療指導：片山雅彦
- 看護指導：石田喜代美
- 美術デザイン：門奈昌彦、高野雅裕
- 制作協力：The icon
- 製作著作：日本テレビ

## 放送日程
| 各話                                                       | 放送日時 | サブタイトル                                            | 脚本              | 演出     | 視聴率 |
| ---------------------------------------------------------- | -------- | ------------------------------------------------------- | ----------------- | -------- | ------ |
| Lesson 1                                                   | 4月12日  | バレエやりたい!                                         | 中園ミホ          | 吉野洋   | 12.7%  |
| Lesson 2                                                   | 4月19日  | 44歳の決断! 夫に内緒のレオタード…私、自分の為に踊りたい | 中園ミホ          | 吉野洋   | 13.4%  |
| Lesson 3                                                   | 4月26日  | まさかの離婚宣言! 涙の選択…今日限りバレエやめます       | 中園ミホ 加藤綾子 | 猪股隆一 | 12.5%  |
| Lesson 4                                                   | 5月3日   | 夫の浮気発覚! 許せない…私、今夜は踊ります!!             | 福間正浩          | 猪股隆一 | 10.7%  |
| Lesson 5                                                   | 5月10日  | バレエ教室解散…!? 母の日に込めた息子の願いよ届け        | 中園ミホ          | 吉野洋   | 11.1%  |
| Lesson 6                                                   | 5月17日  | 主婦だって青春したい!! 新しい夢は、みんなでバレエ発表会 | 中園ミホ          | 萩原孝昭 | 10.8%  |
| Lesson 7                                                   | 5月24日  | 発表会へ猛レッスン開始! 大ピンチ…参加費が払えない       | 福間正浩          | 猪股隆一 | 8.8%   |
| Lesson 8                                                   | 5月31日  | 二人だけの発表会! 同じ屋根の下、よみがえる永遠の絆      | 中園ミホ          | 吉野洋   | 10.7%  |
| Lesson 9                                                   | 6月7日   | 母さん死なないで! 運命のテスト…託された夢のバトン       | 福間正浩          | 猪股隆一 | 10.1%  |
| Lesson 10                                                  | 6月14日  | 発表会前日に容態急変! 友情のトウシューズで涙の踊り      | 中園ミホ          | 萩原孝昭 | 9.3%   |
| Last Lesson                                                | 6月21日  | 今夜は見逃せない!超緊張の発表会!! 完全生中継!!          | 中園ミホ          | 吉野洋   | 12.9%  |
| 平均視聴率 11.2%（視聴率は関東地区・ビデオリサーチ社調べ） |          |                                                         |                   |          |        |

- 初回はPRIDE & SPIRIT 日本プロ野球 2006 巨人 × 広島の中継延長に伴い、22時15分 - 23時24分に放送[5]。
- 第2・4話はPRIDE & SPIRIT 日本プロ野球 2006 巨人 × ヤクルトの中継延長 / 『サルヂエ』拡大放送に伴い、22時30分 - 23時24分に放送[5]。
- 第6話はPRIDE & SPIRIT 日本プロ野球 2006 巨人 × ソフトバンクの中継延長に伴い、22時15分 - 23時9分に放送[5]。

## サウンドトラック
- 丸山和範『ドラマ「プリマダム」オリジナル・サウンドトラック』（バップ）※2006年5月24日発売

## 関連商品

### 参考本
- 大人からのバレエ推進委員会「週末はバレリーナ」（健康ジャーナル社、ISBN 490783831X）

### DVD
- 『プリマダム Vol.1〜4』（バップ）※2006年9月27日発売
- 『プリマダム DVD-BOX』（バップ）※2006年9月27日発売